# Company of Heroes 2
El Company of Heroes 2, de vegades abreujat CoH2, és un videojoc d'estratègia en temps real ambientat en el front oriental de la Segona Guerra Mundial desenvolupat per Relic Entertainment. Llançat el 25 de juny de 2013, és la seqüela del videojoc Company of Heroes, molt ben rebut per crítica i jugadors.

## Modes de joc
El Company of Heroes 2 disposa de 3 modes de joc diferents: Campanya, Teatre d'operacions i Multijugador.

### Campanya
En aquest mode el jugador dirigirà els soldats de l'exèrcit roig en els flashbacks de Lev Abramovich Isakovich. Aquest tinent soviètic explica la seva història a un superior, estant tancat a un gulag de Sibèria, l'any 1951. Comença explicant les seves vivències defensant Moscou i Stalingrad i continua, missió a missió, amb l'avenç cap a Alemanya.
La trama mostra la crueltat d'ambdós bàndols: tant la manca de pietat alemanya com els pocs escrúpols dels dirigents soviètics.

### Teatre d'operacions
El Teatre d'operacions és un mode de joc que permet participar, de forma aïllada, en batalles o missions crucials del front oriental. Les missions comencen per l'any 1941 i a mesura que es van completant, van avançant els anys. Les missions històriques es poden jugar sovint en cooperatiu, convidant amics a la partida, per poder prescindir de la intel·ligència artificial del joc com a aliat.
A Teatre d'operacions es pot jugar tant al bàndol soviètic com alemany, cada facció amb les seves missions i amb les seves respectives tàctiques. En el cas alemany les missions solen ser de caràcter més ofensiu i amb ús de tancs aplicant la Blitzkrieg, mentre que els soviètics solen tenir missions més defensives i amb recursos limitats.

### Multijugador
El tercer apartat és el mode multijugador en línia. Aquest apartat permet jugar partides contra altres persones o intel·ligències artificials en diferents mapes, podent triar si es vol jugar amb soviètics o alemanys. Es poden fer partides 1vs1, 2vs2, 3vs3 i 4vs4 a diferents mapes, urbans o boscosos a l'hivern o a l'estiu.
Per guanyar el contrincant s'ha de reduir el comptador de punts enemic a zero. Per fer-ho s'han de controlar zones estratègiques del mapa, que fan perdre punts a l'enemic.

## Expansions
Després del llançament del Company of Heroes 2, Relic Entertainment, va posar a la venda tres grans expansions:
- The Western Front Armies, 23 de juny de 2014, que introduïa els exèrcits del front occidental, estatunidenc i alemany.
- Ardennes Assault, 18 de novembre de 2014, permet jugar en mode campanya amb el bàndol estatunidenc durant la batalla de les Ardenes.
- The British Forces, el 3 de setembre de 2015, afegeix la facció britànica al mode multijugador.

### The Western Front Armies
Aquest afegit permet jugar amb els bàndols estatunidenc i alemany del front occidental al mode multijugador sense disposar del joc original. El preu de llançament va ser de 13 €, per un bàndol, o 20 €.
Igual que els soviètics i els alemanys, al front oriental, les dues noves faccions tenen unitats i característiques diferents de tota la resta. Els soviètics destaquen en la durabilitat de les seves unitats mentre que els alemanys del front oriental excel·lien en la mobilitat. En el cas de l'exèrcit dels EUA el seu punt fort és la versatilitat que ofereix la seva estructura, per contra, els alemanys del front occidental tenen molt poca versatilitat però les seves unitats tenen una enorme capacitat ofensiva.

### Ardennes Assault
Aquesta expansió per a un jugador permet dirigir l'exèrcit dels EUA durant la Batalla de les Ardenes dirigint 3 companyies diferents: suport, aerotransportada i mecanitzada. La primera s'especialitza a fer de punta de llança, l'aerotransportada està més orientada a accions de precisió rere les línies enemigues i la mecanitzada combina vehicles blindats amb infanteria per obrir-se pas.

### The British Forces
És una altra expansió independent, que no necessita el joc original per jugar, o standalone. Permet jugar amb la facció britànica introduint un nou arbre tecnològic basat en les tàctiques de l'Imperi Britànic durant la Segona Guerra Mundial. A causa de la mancança de recursos humans, l'estratègia britànica ha d'optar per tècniques defensives, creant emplaçaments, o per unitats d'elit i tancs.